# Chlorocypha dispar
Chlorocypha dispar is een libellensoort uit de familie van de Chlorocyphidae (Juweeljuffers), onderorde juffers (Zygoptera).
De soort staat op de Rode Lijst van de IUCN als niet bedreigd, beoordelingsjaar 2008.
De wetenschappelijke naam van de soort is voor het eerst geldig gepubliceerd in 1807 door Palisot de Beauvois.